# Monkton Deverill
Monkton Deverill – wieś w Anglii, w hrabstwie Wiltshire, położona nad rzeką Wylye. Leży 30 km na zachód od miasta Salisbury i 151 km na zachód od Londynu.